# Uppsikt
Uppsikt avser i den svenska utlänningslagen ett tvångsmedel som innebär att en utlänning är skyldig att hålla kontakten med Migrationsverket. Det innebär att personen ska anmäla sig på bestämda tider hos antingen Polisen eller Migrationsverket på en viss ort. Det kan även innebära att personen måste lämna ifrån sig sitt pass eller andra identitetshandlingar.
Beslut om uppsikt gäller i sex månader och kan förlängas. Beslut om uppsikt kan överklagas till migrationsdomstolen.
I de fall Migrationsverket bedömer att det inte är tillräckligt med uppsikt kan personen tas i förvar.